# Daedalic Entertainment
Daedalic Entertainment è un'azienda tedesca dedita alla pubblicazione di videogiochi con sede nella città di Amburgo, fondata nel 2007 da Carsten Fichtelmann. 

## Storia
Prima che Carsten Fichtelmann fondasse Daedalic Entertainment nel 2007, era stato il direttore del marketing presso EDT Entertainment.
Daedalic Entertainment pubblicò il suo primo videogioco il 5 giugno 2008, un'avventura chiamata Edna & Harvey: The Breakout originata da una tesi del direttore artistico Jan Müller-Michaelis; il titolo ottenne grande successo di vendite e ricevette numerosi premi.
Pochi mesi dopo fu il turno di 1½ Ritter - Auf der Suche nach der hinreißenden Herzelinde, tratto dall'omonimo film, mentre il 28 agosto 2009 seguì The Whispered World, mentre l'8 ottobre 2010 fu pubblicato A New Beginning , avventura che tratta il tema dei cambiamenti climatici e delle fonti di energia alternative. Nel 2011 fu pubblicato il sequel di Edna & Harvey: The Breakout dal titolo Edna & Harvey: Harvey’s New Eyes. Un anno dopo iniziò la pubblicazione di quella che sarebbe divenuta una trilogia con Fuga da Deponia, che si aggiudicò svariati premi. I tre capitoli sono usciti in Italia nel 2012, 2013 e 2015. Nel 2015 hanno mostrato un primo gameplay di un adattamento videoludico del romanzo I pilastri della Terra di Ken Follett. Il gioco è un'avventura simile ai precedenti titoli sviluppati dalla compagnia. Il primo episodio è stato pubblicato il 16 Agosto 2017, il secondo episodio il 13 dicembre 2017 e il terzo e ultimo episodio è stato pubblicato il 29 Marzo 2018.
Nel maggio 2014, l'editore tedesco Bastei Lübbe ha acquisito una quota di maggioranza del 51% di Daedalic Entertainment. Il luglio seguente, Daedalic aprì uno studio sussidiario, Daedalic Entertainment Studio West, con sede a Düsseldorf.
Nel novembre 2016, Daedalic ha licenziato dodici dei suoi circa 150 dipendenti, principalmente dai dipartimenti di produzione e marketing, e ha deciso di non rinnovare diversi contratti a tempo determinato. Nel febbraio 2018, Daedalic ha aperto un terzo studio, questa volta a Monaco con il nome di Daedalic Entertainment Baviera. Il nuovo studio sarebbe stato composto da otto persone, guidate da Oliver Machek, precedentemente di Klonk Games, come direttore e direttore creativo dello studio, e da Stephan Harms, Chief Operating Officer di Daedalic, come CEO. Nell'agosto 2018 Bastei Lübbe ha dovuto affrontare gravi problemi finanziari e ha iniziato a considerare di vendere la loro partecipazione del 51% in Daedalic. All'inizio del 2021, gli studi di Düsseldorf e Monaco entrarono in liquidazione; Il primo era stato inattivo da dopo il trasferimento del direttore creativo Andreas Suika a Epic Games nell'agosto 2019, mentre il secondo è stato dismesso alla fine del 2020 con tutti i dipendenti assunti da altri sviluppatori con sede a Monaco.
Nacon ha annunciato l'intenzione di acquisire Daedalic nel febbraio 2022 attraverso l'acquisto di tutte le azioni di della società per circa 53 milioni di euro. L'acquisizione è stata confermata nell'aprile del 2022.
Nel giugno 2023, Daedalic ha chiuso la sua divisione di sviluppo di videogiochi, licenziando 25 dei suoi oltre 90 dipendenti. La chiusura è arrivata a causa di una cattiva accoglienza e delle prestazioni negative del gioco finale sviluppato internamente, The Lord of the Rings: Gollum.

## Videogiochi

### Sviluppatore
- Edna & Harvey: The Breakout (2008)
- 1 1/2 Ritter - Auf der Suche nach der hinreißenden Herzelinde (2008)
- The Whispered World (2009)
- A New Beginning (2010)
- Edna & Harvey: Harvey's New Eyes (2011)
- Fuga da Deponia (2012)
- The Dark Eye: Chains of Satinav (2012)
- Caos a Deponia (2012)
- The Night of the Rabbit (2013)
- Addio Deponia (2013)
- Deponia - Il giorno del giudizio (2016)
- Ken Follett's The Pillars of the Earth (2017)
- State of Mind (2018)
- The Lord of the Rings: Gollum (2023)

### Editore
- Machinarium (2009)
- Tales of Monkey Island (2010)
- Sam & Max: The Devil's Playhouse (2011)
- Botanicula (2012)
- Shadow Tactics: Blades of the Shogun (2016)
- AER Memories of Old (2017)
- Children of Silentown (2022)

## Premi
Per Edna & Harvey: The Breakout:
- German Developer Award 2008 (Best German Youth Game)
- German Developer Award 2008 (Best German Adventures)
- Lara-Award 2009 (LARA Kids Award)
- Adventure of the year 2008 (Gamestar)
- Adventure of the year 2008 (4Players)
- Nominato per Best PC Game 2008 (child software price TOMMI)
- red dot design award: Best of the Best 2009 nella categoria "Digital Games"

Per The Whispered World:
- German Developer Award 2009 (Best German Youth Game)
- German Developer Award 2009 (Best Story)
- German Computer Game Award 2009 (Best Youth Game)

Per A New Beginning:
- German Developer Award 2010 (Best German Youth Game)
- German Developer Award 2010 (Best Story)
- German Developer Award 2010 (Best Soundtrack)
- German Computer Game Award 2011 (Best German Game)
- German Computer Game Award 2011 (Best Youth Game)

Per Winterfest – Das Lernspiel:
- Lara-Award 2010 (LARA Education Award)
- E-learning competition EureleA 2011 (Best Educational Media)
- Serious Games Award 2011 (Serious Games Award Gold)

Per The Skillz:
- Serious Games Award 2010 (Serious Games Award Bronze)
- German Developer Award 2010 (Best German educational game)

Per Harvey's New Eyes:
- German Developer Award 2011 (Best Adventure)
- German Developer Award 2011 (Best Youth Game)
- German Developer Award 2011 (Best Story)
- German Developer Award 2011 (Best Art Design)
- German Computer Game Award 2012 (Best Youth Game)

Per Living Stories – The lost Heart:
- German Developer Award 2011 (Best Children's Game)